# One Man Army (album, Ensiferum)
One Man Army je šesté studiové album finské folk metalové skupiny Ensiferum. Vydáno bylo 20. února 2015 vydavatelstvím Metal Blade Records.

## Seznam skladeb
1. „March of War“ – 1:32
2. „Axe of Judgement“ – 4:33
3. „Heathen Horde“ – 4:12
4. „One Man Army“ – 4:25
5. „Burden of the Fallen“ – 1:49
6. „Warrior Without a War“ – 5:24
7. „Cry for the Earth Bounds“ – 7:31
8. „Two of Spades“ – 3:39
9. „My Ancestor's Blood“ – 4:30
10. „Descendants, Defiance, Domination“ – 11:20
11. „Neito Pohjolan“ – 4:10

## Obsazení
- Petri Lindroos – zpěv, kytara, doprovodné vokály
- Markus Toivonen – zpěv, kytara, doprovodné vokály
- Sami Hinkka – baskytara, doprovodné vokály
- Janne Parviainen – bicí
- Emmi Silvennoinen – klávesy, Hammondovy varhany, klavír, zpěv